# Cá đuối bồng đuôi vằn
Cá đuối bồng đuôi vằn, tên khoa học Dasyatis kuhlii, là một loài cá đuối thuộc họ Dasyatidae.